# Восточно-Севанский хребет
Восточно-Севанский хребет (азерб. Şərqi Göyçə silsiləsi, арм. Արևելյան Սևանի լեռներ) — горный хребет на границе Армении (юго-восток области Гегаркуник) и Азербайджана (Кельбаджарский район). Расположен к юго-востоку от Севана и Масрикской равнины, к востоку от озёр Бёюк-Алагёль (Большой Алагёль) и Малый Алагёль. Растительность на хребте типичная для горных степей. Протяжённость хребта составляет около 45 км, на нём расположен вулкан Порак. Наивысшей точкой является гора Царасар (3426 метров).